# Little League World Series 2008
Koordinaten: 41° 13′ 45″ N, 77° 0′ 2″ W
Die Little League World Series 2008 war die 62. Austragung der Little League Baseball World Series, eines internationalen Baseballturniers für Knaben zwischen 11 und 12 Jahren. Gespielt wurde wie jedes Jahr in South Williamsport, Pennsylvania.

## Teilnehmer
Der Modus blieb gegenüber dem Jahr 2008 unverändert. Die beiden Gruppen Europa, Mittlerer Osten und Afrika sowie Transatlantik wurden aufgelöst; neu wurden die Gruppen Europa sowie MittlererOsten-Afrika gebildet.
Die 16 Teams spielen in vier Gruppen zu je vier Mannschaften jeder gegen jeden. Die beiden besten Mannschaften spielen dann in Ausscheidungsspielen um den Titel.
| Gruppe A                                   | Gruppe B                                  | Gruppe C                                     | Gruppe D                                      |
| ------------------------------------------ | ----------------------------------------- | -------------------------------------------- | --------------------------------------------- |
| Middletown, Delaware Region Mittelatlantik | Fairfield, Connecticut Region Neuengland  | Willemstad, Niederländische Antillen Karibik | Dhahran, Saudi-Arabien Mittlerer Osten-Afrika |
| Richland Washington Region Nordwest        | Honolulu, Hawaii Region West              | Guadalupe, Nuevo León Mexiko                 | Tokio Japan                                   |
| Lafayette, Louisiana Region Südwest        | Wilmington, North Carolina Region Südost  | Apeldoorn, Niederlande Europa                | Langley, British Columbia Kanada              |
| Bay City, Michigan Region Große Seen       | Kearney, Nebraska Region Mittlerer Westen | Yona, Guam Asien-Pazifik                     | Valencia, Venezuela Lateinamerika             |

## Ergebnisse
Die acht US-amerikanischen und die acht internationalen Teams wurden in zwei Gruppen aufgeteilt. Jeder spielte gegen jeden in seiner Gruppe. Die ersten beiden zogen in die Meisterschaftsrunde ein und spielten gegen die jeweils andere Gruppe ihrer Region einen Sieger aus. Der Sieger der US-amerikanischen Finales und des internationalen Finales spielten dann in der Weltmeisterschaft gegeneinander um den Titel.

### Vereinigte Staaten

#### Gruppe A
| Platz | Region         | W | L | %     |
| ----- | -------------- | - | - | ----- |
| 1.    | Südwest        | 2 | 1 | 0.667 |
| 2.    | Nordwest       | 2 | 1 | 0.667 |
| 3.    | Mittelatlantik | 2 | 1 | 0.667 |
| 4.    | Große Seen     | 0 | 3 | 0.000 |

- Südwest erzielte den ersten Rang auf Grund des besseren Verhältnisses der erlaubten Runs. Nordwest erhielt den zweiten Rang auf Grund der Direktbegegnung mit Mittelatlantik.

| Datum      | Zeit  | Stadion           | Begegnung  | Begegnung | Begegnung      | Ergebnis |
| ---------- | ----- | ----------------- | ---------- | --------- | -------------- | -------- |
| 16. August | 10:00 | Volunteer Stadium | Große Seen | –         | Mittelatlantik | 2:3      |
| 16. August | 20:00 | Lamade Stadium    | Nordwest   | –         | Südwest        | 1:5      |
| 17. August | 15:30 | Lamade Stadium    | Große Seen | –         | Südwest        | 0:9      |
| 18. August | 12:00 | Lamade Stadium    | Nordwest   | –         | Mittelatlantik | 15:5     |
| 19. August | 14:00 | Volunteer Stadium | Große Seen | –         | Nordwest       | 2:3 (7)  |
| 19. August | 20:00 | Lamade Stadium    | Südwest    | –         | Mittelatlantik | 4:6      |

#### Gruppe B
| Platz | Region           | W | L | %     |
| ----- | ---------------- | - | - | ----- |
| 1.    | West             | 3 | 0 | 1.000 |
| 2.    | Südost           | 2 | 1 | 0.667 |
| 3.    | Neuengland       | 1 | 2 | 0.333 |
| 4.    | Mittlerer Westen | 0 | 3 | 0.000 |

| Datum      | Zeit  | Stadion           | Begegnung        | Begegnung | Begegnung  | Ergebnis |
| ---------- | ----- | ----------------- | ---------------- | --------- | ---------- | -------- |
| 15. August | 14:00 | Volunteer Stadium | Mittlerer Westen | –         | Südost     | 0:10 (4) |
| 15. August | 18:00 | Volunteer Stadium | Neuengland       | –         | West       | 1:3      |
| 16. August | 15:30 | Lamade Stadium    | Mittlerer Westen | –         | Neuengland | 4:9      |
| 17. August | 20:00 | Lamade Stadium    | Südost           | –         | West       | 2:10     |
| 18. August | 15:00 | Lamade Stadium    | Mittlerer Westen | –         | West       | 4:6      |
| 18. August | 18:00 | Lamade Stadium    | Südost           | –         | Neuengland | 8:2 (7)  |

### International

#### Gruppe C
| Platz | Region        | W | L | %     |
| ----- | ------------- | - | - | ----- |
| 1.    | Mexiko        | 3 | 0 | 1.000 |
| 2.    | Karibik       | 2 | 1 | 0.667 |
| 3.    | Asien-Pazifik | 1 | 2 | 0.333 |
| 4.    | Europa        | 0 | 3 | 0.000 |

| Datum      | Zeit  | Stadion           | Begegnung     | Begegnung | Begegnung     | Ergebnis |
| ---------- | ----- | ----------------- | ------------- | --------- | ------------- | -------- |
| 16. August | 11:00 | Lamade Stadium    | Mexiko        | –         | Karibik       | 6:2      |
| 16. August | 13:00 | Volunteer Stadium | Europa        | –         | Asien-Pazifik | 6:7      |
| 17. August | 12:00 | Lamade Stadium    | Europa        | –         | Mexiko        | 0:12 (4) |
| 18. August | 13:00 | Volunteer Stadium | Asien-Pazifik | –         | Mexiko        | 0:10     |
| 18. August | 16:00 | Volunteer Stadium | Karibik       | –         | Europa        | 14:1     |
| 19. August | 18:00 | Volunteer Stadium | Karibik       | –         | Asien-Pazifik | 3:0      |

#### Gruppe D
| Platz | Region                 | W | L | %     |
| ----- | ---------------------- | - | - | ----- |
| 1.    | Japan                  | 3 | 0 | 1.000 |
| 2.    | Lateinamerika          | 2 | 1 | 0.667 |
| 3.    | Kanada                 | 1 | 2 | 0.333 |
| 4.    | Mittlerer Osten-Afrika | 0 | 3 | 0.000 |

| Datum      | Zeit  | Stadion           | Begegnung              | Begegnung | Begegnung              | Ergebnis |
| ---------- | ----- | ----------------- | ---------------------- | --------- | ---------------------- | -------- |
| 15. August | 16:00 | Lamade Stadium    | Lateinamerika          | –         | Kanada                 | 8:1      |
| 16. August | 18:00 | Volunteer Stadium | Japan                  | –         | Mittlerer Osten-Afrika | 5:0      |
| 17. August | 13:00 | Volunteer Stadium | Japan                  | –         | Kanada                 | 9:3      |
| 17. August | 18:00 | Volunteer Stadium | Lateinamerika          | –         | Mittlerer Osten-Afrika | 12:0     |
| 19. August | 12:00 | Lamade Stadium    | Lateinamerika          | –         | Japan                  | 4:5 (7)  |
| 19. August | 16:00 | Lamade Stadium    | Mittlerer Osten-Afrika | –         | Kanada                 | 5:7      |

### Meisterschaftsspiele
|  | Halbfinale                      | Halbfinale                      |                                 |                                 | US und Intern. Finale           | US und Intern. Finale |  |  | Weltmeisterschaft                  | Weltmeisterschaft                  |
|  |                                 |                                 |                                 |                                 |                                 |                       |  |  |                                    |                                    |
|  | 20. August 16:00 Lamade Stadium |                                 |                                 |                                 |                                 |                       |  |  |                                    |                                    |
|  | D1 Japan                        | 11                              |                                 |                                 |                                 |                       |  |  |                                    |                                    |
|  | D1 Japan                        | 11                              | 23. August 12:30 Lamade Stadium |                                 |                                 |                       |  |  |                                    |                                    |
|  | C2 Karibik                      | 4                               |                                 |                                 |                                 |                       |  |  |                                    |                                    |
|  | C2 Karibik                      | 4                               | Japan                           | 4                               |                                 |                       |  |  |                                    |                                    |
|  |                                 |                                 | Japan                           | 4                               |                                 |                       |  |  |                                    |                                    |
|  |                                 | Mexiko                          | 5                               |                                 |                                 |                       |  |  |                                    |                                    |
|  | C1 Mexiko                       | Mexiko                          | 5                               | 5                               |                                 |                       |  |  |                                    |                                    |
|  | C1 Mexiko                       |                                 |                                 | 5                               |                                 |                       |  |  |                                    |                                    |
|  | D2 Lateinamerika                | 2                               |                                 | 24. August 15:30 Lamade Stadium | 24. August 15:30 Lamade Stadium |                       |  |  |                                    |                                    |
|  | 21. August 16:00 Lamade Stadium | 21. August 16:00 Lamade Stadium | Mexiko                          | 3                               |                                 |                       |  |  |                                    |                                    |
|  | 20. August 20:00 Lamade Stadium | 20. August 20:00 Lamade Stadium |                                 | West                            | 12                              |                       |  |  |                                    |                                    |
|  | B1 West                         | 9                               |                                 |                                 |                                 |                       |  |  |                                    |                                    |
|  | A2 Nordwest                     | 4                               |                                 |                                 |                                 |                       |  |  |                                    |                                    |
|  | A2 Nordwest                     | 4                               | West                            | 7                               |                                 |                       |  |  |                                    |                                    |
|  |                                 |                                 | West                            | 7                               | Trostspiel                      |                       |  |  |                                    |                                    |
|  |                                 | Südwest                         | 5                               |                                 |                                 |                       |  |  |                                    |                                    |
|  | A1 Südwest                      | Südwest                         | 5                               | 6                               | Japan                           | 4                     |  |  |                                    |                                    |
|  | A1 Südwest                      | 23. August 15:30 Lamade Stadium |                                 | 6                               | Japan                           | 4                     |  |  |                                    |                                    |
|  | B2 Südost                       | 1                               |                                 | Südwest                         | 3                               |                       |  |  |                                    |                                    |
|  | B2 Südost                       | 1                               |                                 |                                 | 3                               |                       |  |  |                                    |                                    |
|  | 21. August 20:00 Lamade Stadium | 21. August 20:00 Lamade Stadium |                                 |                                 |                                 |                       |  |  | 24. August 12:00 Volunteer Stadium | 24. August 12:00 Volunteer Stadium |

## Weblink
- Offizielle Webseite der Little League World Series 2008